# سفارة سويسرا لدى السعودية
سفارة سويسرا لدى السعودية هي الممثلية الدبلوماسية العليا لسويسرا لدى المملكة العربية السعودية. تقع السفارة في حي السفارات في الرياض.